# El vito
El vito es un baile, canto y música popular de Andalucía, cuyo nombre hace alusión a la enfermedad llamada baile de San Vito, por el carácter animado y vivo de esta danza. La melodía del vito se ejecuta en compás de 3/8. Usa la escala menor armónica para los motivos ascendentes y el modo frigio, que es el modo más característico de la música andaluza, para los motivos descendentes, lo que genera un acompañamiento armónico basado en la cadencia andaluza. El vito se canta con diferentes letras, jocosas o serias, entre las cuales son muy conocidas las siguientes:

Con el vito vito viene

con el vito vito va.

Con el vito vito viene

con el vito vito va.

No me mires a la cara
 
que me pongo colorá.

Una cordobesa fue
 
a Sevilla a ver los toros

y a la mitad del camino

la cautivaron los moros.

Las solteras son de oro,

las casadas son de plata, 

las viudas son de cobre
 
y las viejas de hojalata.
Yo no quiero que me mires
 
que me pongo colorá.

Una vieja vale un real

y una muchacha dos cuartos,

y yo como soy tan pobre

me voy a lo más barato.

Con el vito vito viene

con el vito vito va.

Con el vito vito viene

con el vito vito va.

No me jaga usté cosquillas,

que me pongo colorá.

La adaptación de esta canción popular para canto y piano, realizada por Fernando J. Obradors (1897-1945) y recogida en sus Canciones Clásicas Españolas, es la versión más interpretada en los círculos académicos. Aparece utilizada como número musical con coro en la zarzuela de 1849 El tío Caniyitas de Mariano Soriano Fuertes. El violinista y compositor Pablo de Sarasate utilizó una variación sobre el tema melódico de El vito en su Danza española n.º 7, Op. 26, n.º 1 - "el vito".
A mediados y finales del siglo XX, El Vito es considerado un baile específicamente cordobés, puede que por haberse producido en Córdoba el renacimiento de esta peculiar danza popular. Aquí, y también en otros sitios es una cordobesa, no malagueña, la que va a Sevilla a ver los toros.
Manuel Medina González, en su libro Coplas al aire de Córdoba, señala a la cordobesa Maruja Cazalla, directora de una escuela de bailes andaluces, quien hizo renacer el "Vito" en Córdoba, donde se había olvidado éste castizo baile. Fue ella, alumna primerísima de Rita Fragero, quien mantiene viva en esta ciudad la rica cantera de los bailes de Andalucía.

Hay una escuela de bailes

que no está en los escritos:

la de Maruja Cazalla,

renovadora del "Vito".

Y en los bailes andaluces

su maestía es sin par.

Cuando bailan sus alumnas

es lo de nunca acabar.

Vito, caña, bulerías,

fandangos y sevillanas

soleares y alegrías,

Maruja lanzaba al viento,

con cordobesa armonía

el don de su sufrimiento.

Durante la guerra civil española, entre el bando republicano se usó la melodía de El vito para cantar un texto en honor del Quinto Regimiento. La nueva versión se hizo muy popular incluso entre la población no combatiente.

Con el Quinto, Quinto, Quinto

con el Quinto Regimiento.

Madre, yo me voy p'al frente

para las líneas de fuego.

Madre, yo me voy p'al frente

para las líneas de fuego.

Anda jaleo, jaleo

suena una ametralladora

y ya empieza el tiroteo

y ya empieza el tiroteo.

Anda jaleo, jaleo

suena una ametralladora

y ya empieza el tiroteo

y ya empieza el tiroteo.

La melodía de El vito ha sido también adaptada en varias ocasiones por intérpretes de jazz tan importantes como el saxofonista John Coltrane, bajo el título "Olé", o el contrabajista Charlie Haden, en su disco Liberation Music Orchestra, junto con Los cuatro muleros y "Ay Carmela".
Llama poderosamente la atención el hecho de que esta canción popular se extrapolase al ámbito religioso y cofrade, pues dicha composición se adaptó a marcha de procesión y sonó tras el palio de la Virgen de la Esperanza de Córdoba en la década de los años 70. La Hermandad fue sancionada por la Agrupación de Hermandades y Cofradías de la ciudad por este hecho, y décadas más tarde, concretamente en 2014 y con motivo del 75 aniversario fundacional de la Hermandad, el afamado compositor cordobés de marchas procesionales, Rafael Wals Dantas, dedicó a la Virgen de la Esperanza la marcha "He ahí la Esperanza", la cual incluye acordes del vito en recuerdo a esta historia.